# Place de l'Assommoir
La place de l'Assommoir est une voie située dans le quartier de la Goutte-d'Or du 18e arrondissement de Paris.

## Situation et accès
la place se situe au numero 11 de la rue des Islettes 
métro Barbes Rochechouart sortie Guy Patin

## Origine du nom

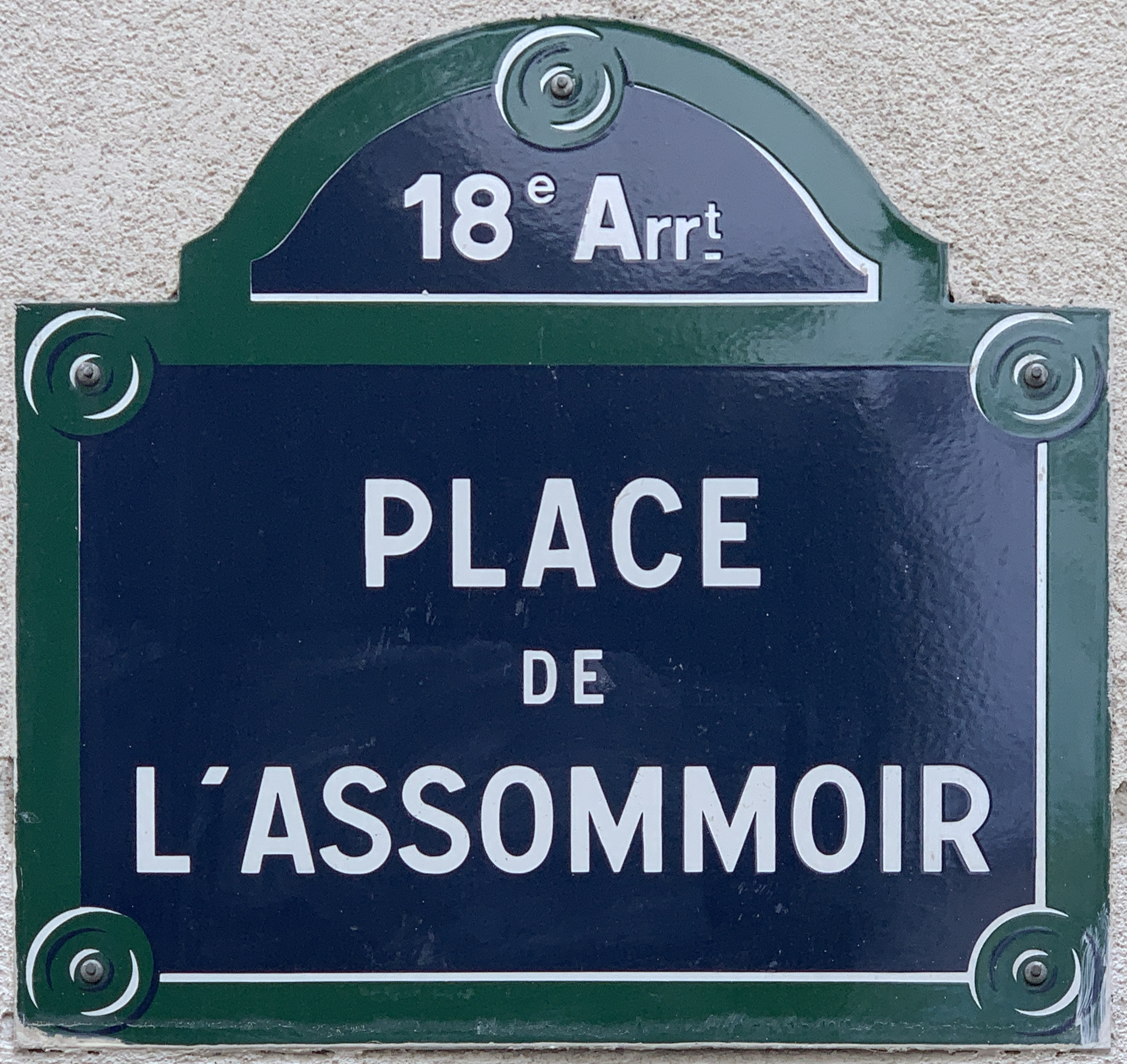
Plaque de la place.

Elle porte le nom de l'un des plus célèbres romans d'Émile Zola, L'Assommoir (paru en 1877), dont le nom était celui d'un café proche de la place.

## Historique
La place est créée dans le cadre du réaménagement du quartier de la Goutte-d'Or sous le nom provisoire de « voie BW/18 » et prend sa dénomination actuelle le 18 juillet 1995.